# Kirkpatrickia coulmani
Kirkpatrickia coulmani är en svampdjursart som först beskrevs av James Barrie Kirkpatrick 1907.  Kirkpatrickia coulmani ingår i släktet Kirkpatrickia och familjen Hymedesmiidae. Inga underarter finns listade i Catalogue of Life.